# 維新派
维新派是戊戌变法期间支持变法的政治派别，对立的政治派别为守旧派（亦称保守派）。

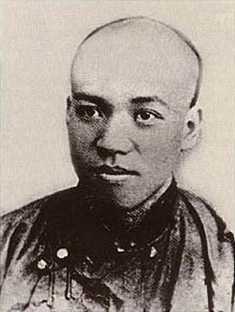
维新派重要人物之一梁啟超

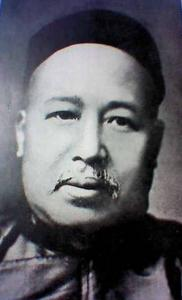
维新派重要人物之一康有为

## 简介
维新派代表人物包括康有为、梁启超、戊戌六君子、严复等。康有为是维新派的领袖人物。 康有为的学生梁启超后来转为立宪派。 谭嗣同认为中国二千年来的政治都是秦始皇的“大盗”之政。
维新派办有《中外纪闻》《国闻报》《时务报》《知新报》《湘学报》和《湘报》等报刊，主张君主立宪制，反对八股文。 他们批评洋务派李鸿章等“不惜糜重帑以治海军，而不肯舍薄费以营学校”，主张废除科举制度，加强科技教育，尤其是工科知识。 康有为在北京、上海组织了强学会。谭嗣同等在长沙组织了南学会。